# 니콜라에 코바치
니콜라에 코바치(루마니아어: Nicolae Kovács, 헝가리어: Kovács Miklós 코버치 미클로시[*], 1911년 12월 29일 ~ 1977년 7월 7일)는 헝가리계 루마니아의 축구 선수이다.
코바치는 선수 생활의 대부분을 루마니아에서 활약하였다. 그리고 감독 생활 역시 루마니아의 클럽만을 했다.
또한 그는 루마니아 축구 국가대표팀으로 37경기 6골을 기록했으며 1930년 FIFA 월드컵, 1934년 FIFA 월드컵, 1938년 FIFA 월드컵에도 참가하였다. 그 외에 제2차 세계대전 전의 월드컵에 모두 출전한 선수는 대표팀 동료인 루돌프 뷔르거, 프랑스의 에티엔 마틀레, 에드몽 델푸와 벨기에의 베르나르트 부르후프 뿐이다.
이후 전쟁 중인 1941년에는 헝가리 축구 국가대표팀으로 1경기를 출전해 1골을 기록하기도 했다.
니콜라에 코바치는 AFC 아약스에서 1972년과 1973년 두 차례 유러피언 컵 정상에 오른 슈테판 코바치의 형이다.